# Ring Ring (álbum de Rocket Punch)
Ring Ring es el primer álbum sencillo del grupo femenino surcoreano Rocket Punch. Fue publicado el 17 de mayo de 2021 a través de Woollim Entertainment, y contiene tres pistas, incluyendo su sencillo principal, también titulado «Ring Ring».

## Antecedentes y lanzamiento
El 3 de mayo de 2021, Woollim Entertainment anunció a través de sus redes sociales oficiales que Rocket Punch lanzaría un nuevo trabajo musical el 17 de mayo de 2021.
El 4 y 5 de mayo, se lanzaron las fotos conceptuales individuales y grupales del próximo álbum sencillo álbum sencillo que llevaría por nombre Ring Ring. El 6 de mayo fue publicado un adelanto del concepto, tanto individual como grupal. El 7 de mayo se abrió oficialmente el pedido anticipado del álbum. El 10 de mayo se publicó la lista de canciones del álbum, confirmando que este contendría tres pistas.
El 11 de mayo se lanzó el primer tráiler del vídeo musical del sencillo principal «Ring Ring». El 13 de mayo fue publicado el segundo tráiler. El 17 de mayo de 2021 fue publicado el álbum sencillo junto con el vídeo musical de «Ring Ring».

## Lista de canciones
| CD, descarga digital |                |                                                      |                                                      |                                                            |          |  |
| N.º                  | Título         | Letras                                               | Música                                               | Arreglos                                                   | Duración |  |
| 1.                   | «Ring Ring»    | PERRIE, RYVNG (Stupid Squad), Maynine (Stupid Squad) | PERRIE, RYVNG (Stupid Squad), Maynine (Stupid Squad) | RYVNG (Stupid Squad), Maynine (Stupid Squad), Jang Daehyun | 3:02     |  |
| 2.                   | «I Want U Bad» | PURAVIDA                                             | PURAVIDA, RHeaT                                      | PURAVIDA, RHeaT                                            | 3:24     |  |
| 3.                   | «Ride»         | 1Take, TAK                                           | 1Take, TAK                                           | 1Take, TAK                                                 | 3:24     |  |
| 9:50                 |                |                                                      |                                                      |                                                            |          |  |

## Posicionamiento en listas
| Listas (2021)                    | Posición más alta |
| -------------------------------- | ----------------- |
| Corea del Sur (Gaon Album Chart) | 14                |

## Historial de lanzamiento
| País          | Fecha              | Formato                       | Sello                          |
| ------------- | ------------------ | ----------------------------- | ------------------------------ |
| Corea del Sur | 17 de mayo de 2021 | CD Descarga digital streaming | Woollim Entertainment, Kakao M |